# Karekin Deveciyan
Karekin Kemal Deveciyan (armenisch Գարեգին Տեւէճեան, * 1868 oder 1867 in Harput, Osmanisches Reich; † 8. Januar 1964 in Istanbul, Türkei) war ein armenisch-türkischer Fischereibeamter. Er war in verschiedenen Funktionen von 1910 bis 1927 im Konstantinopler Direktorium für Fischereiwesen des Osmanischen Reiches bzw. der Türkei tätig. Er schrieb das erste wissenschaftliche Werk über die Fische und die Fischerei in der Türkei.

## Werdegang
Nach dem Besuch der französischen Schule in Harput absolvierte er die armenisch-katholische Lusavoriçyan-Schule in Konstantinopel. 1891 begann er in diversen Funktionen die Beamtenlaufbahn in der Administration de la Dette Publique Ottomane (Osmanischen Staatsschuldenverwaltung). Von 1910 an arbeitete er in der zentralen Istanbuler Fischereiverwaltung. Er gab Wörterbücher über Fachtermini der Fischerei heraus. Während des Völkermords an den Armeniern im Osmanischen Reich rettete ihn ein türkischer Oberst am 23. April 1915 vor der Deportation. 1917 wurde er Hauptinspekteur für Fischerei, 1922 Hauptkontrolleur des Fischereiwesens. Am 31. März 1927 verließ er nach 36 Jahren Beamtenlaufbahn die Staatsschuldenverwaltung.
Mit der Herausgabe seines in osmanischer Sprache verfassten wissenschaftlichen Werkes Türkiye’de Balık ve Balıkçılık („Fisch und Fischerei in der Türkei“) von 1915 wurde er bekannt. Die Übersetzung ins Französische (Pêche et Pêcheries en Turquie) erfolgte 1926.
Von der türkischen Pressevereinigung (Türk Basın Birliği) erhielt Karekin Deveciyan 1948 eine Auszeichnung für seine langjährige publizistische Tätigkeit. Karekin Deveciyan starb am 8. Januar 1964. Sein Sohn, der Ingenieur Roland Devedjian (1901–1974) wurde in Sivas geboren. In einer frankophilen Familie in Konstantinopel aufgewachsen, floh er 1919 – nach dem Völkermord an den Armeniern – nach Frankreich. Deveciyans Enkel ist der französische Politiker Patrick Devedjian.

## Werke
- Deveciyan, Karekin: Fisch und Fischerei in der Türkei, Konstantinopel 1915 in osmanischer Sprache; Pêche et Pêcheries en Turquie 1926 in französischer Sprache; Neuherausgabe 2006 in türkischer Sprache im ARAS-Verlag, Istanbul.